# 横井健吉
横井 健吉（よこい けんきち、1975年4月23日 - ）は、NHKのチーフアナウンサー、管理職。

## 人物
東京都練馬区出身。早稲田大学商学部を卒業後、2000年に入局。

## 嗜好・挿話
- 趣味はスポーツ観戦、ボートを漕ぐこと。
- 高校時代はサッカー部に所属[2]。
- 大分放送局に移動してからは、5時いろラジオで大分トリニータに関する話題や魅力について伝えている[3]。
- 身長は187cm[4][5]。
- 入局当時からスポーツ実況として活躍しており、2014年に行われたW杯ブラジル大会では、初めてとなるW杯の実況を果たした[5]。

## 現在の出演番組・業務
- 愛媛県・四国地方のニュース
- アナウンスグループ統括・部長級
- ひめポン!845（不定期）
- ひめポン!645（不定期）
- おはよう四国（平日・不定期）
- 松山放送局制作番組の編集責任者
- NHKプロ野球他スポーツ中継（サッカー、バレーボール、サーフィン、ボート競技、ゴルフ、NFLなど）

## 過去の出演番組・業務
甲府放送局時代（2000年度 - 2003年度）
- 山梨県のニュース
- ひるどき日本列島
- ニュースフレッシュ山梨

仙台放送局時代（2004年度 - 2007年7月）
- 生中継 ふるさと一番!（2007年4月23日・24日）中継お届け人
- 宮城県・東北地方のニュース
- てれまさむね（スポーツ担当）

広島放送局時代（2007年8月 - 2011年度）
- おはようひろしま キャスター
- 広島県・中国地方のニュース
- ひろしまニュース845（不定期）
- ひろしまニュース645（不定期）
- お好みワイドひろしま（2010年8月16日 - 20日・高山哲哉の夏季休暇に伴うキャスター代行）
- NHKニュースおはよう日本スポーツコーナー（2011年8月22日 - 26日・望月啓太のキャスター代行）

名古屋放送局時代（2012年度 - 2016年9月）
- おはよう東海（キャスター：2013年4月 - 2016年7月・隔週）
- 東海3県、東海北陸のニュース
- ニュース845（不定期）
- ニュース645 （不定期）

G-Media出向（2016年10月 - 2019年6月）
・各種スポーツ中継
・ラジオニュース（不定期）
大分放送局時代（2019年6月 - 2021年6月）
- 大分県のニュース
- ニュース845おおいた（不定期）
- 5時いろラジオ（編集責任者）
- ひるいろ（編集責任者）
- はっけんTV・大分（編集責任者）
- いろどりOITA（編集責任者）
- フカイロ（編集責任者）
- 放送部副部長（アナウンス統括）
- 緊急報道（大分放送局発）
- 大分放送局制作番組の編集責任者
- Jリーグ2021

東京アナウンス室時代（2021年7月 - 2025年6月）
- まるっと!みえ（2021年11月18日 - 19日） - メインキャスター（応援要員）
- 東海3県・東海北陸のニュース（勤務経験のある名古屋放送局の応援要員、2023年5月12日 - 14日）
- お好み845（勤務経験のある広島放送局の応援要員、2024年4月16日、2025年1月16日）
- デスク業務
- 2024年パリ夏季五輪JC現地派遣アナウンサーの団長（NHK代表）[6][7]

松山放送局時代（2025年7月 - ）